# Frey von Treschklingen
Die Frey von Treschklingen waren ein mittelalterliches Adelsgeschlecht, das nach seinem Stammsitz in Treschklingen, heute Stadtteil von Bad Rappenau im Landkreis Heilbronn im nördlichen Baden-Württemberg, benannt war. Die Frey waren Edelknechte, haben also nicht den Ritterstand erlangt. Außer in Treschklingen waren sie vor allem auch im benachbarten Bonfeld begütert.

## Geschichte
Nach Reinhard von Gemmingen, dem Gelehrten (1576–1635) soll ein Luitfried von Eschklingen ein im Hirsauer Kodex 1157 erstmals genannter Vertreter der Familie sein. Neuere Forschungen haben die Herkunft jenes Luitfrieds jedoch in Öschingen (heute: Gemeinde Mössingen) verortet. Reinhard von Gemmingen berichtet in seinem Familienstammbaum weiterhin von einem Burckhardt von Eschklingen, der 1232 Dechant im Stift Wimpfen gewesen sein soll.
Im 19. Jahrhundert mutmaßte H. Bauer darüber, dass ein 1317 als Zeuge genannter „Eberhard Vrie de Restenhausen“ (Reistenhausen, heute Gemeinde Collenberg im Landkreis Miltenberg) identisch mit einem 1319 genannten Eberhard Vrie von Treschklingen und damit der älteste nachweisbare Vertreter sein könnte.
Ein „Fritz Frie, genannt von Bonfeld“, der in einer Urkunde von 1345 erwähnt wird, die den Verkauf eines Teils der Burg in Obrigheim an die mit Fritz Frie verheiratete Isengart von Angelach, die ehemalige Frau des Wiprecht von Obrigheim, zum Gegenstand hat, zählt zu den ältesten gesicherten Vertretern des Geschlechts. Sein Beiname deutet möglicherweise auf eine vorangegangene Ehe mit einer Dame des Bonfelder Ortsadels hin.
1368 verkauften „Degenhart Vrie, Edelknecht von Dresklingen“ und seine Ehefrau Greta Güter und Rechte in Hindernbuch. Dietrich Frey erhielt durch einen 1371 geschlossenen Vergleich mit seiner Ehefrau Anna von Nellingen Güter in Bonfeld und Hilsbach.
Eberhard Fry von Dressklingen und seine Ehefrau Adelheid von Angelach stifteten 1395 eine Gült in Bonfeld an das Kloster Schöntal, 1397 tätigten sie eine Stiftung nach Billigheim und 1412 eine Stiftung zu Gunsten des Klosters in Wimpfen am Berg. In der zur letztgenannten Stiftung gehörenden Urkunde von 1412 findet auch Eberhard Frys Schwiegersohn, der badische Vogt Peter Münch von Rosenberg auf Yberg, Erwähnung. Die Frey hatten in Treschklingen und Bonfeld noch Besitz bis um 1430. In jenem Jahr verkaufte Martin Frey die Pfarrei und das Patronatsrecht in Bonfeld mit den Filialen Fürfeld und Treschklingen sowie den großen und kleinen Zehnten in Fürfeld und Treschklingen an das Stift Wimpfen.
Um die Mitte des 15. Jahrhunderts verlieren sich die Spuren der Frey. Eine Anna Fry von Dreschclingen war 1439 Äbtissin im Kloster Billigheim. Raban von Helmstatt empfing 1445 Burg und Ort Bonfeld als Lehen vom Bistum Worms, mit Ausnahme des Besitzes der Frey. Ein Hans Münch von Rosenberg bekannte 1446, vom Bistum Worms die Güter der Frey zu Treschklingen und Bonfeld erhalten zu haben.